# Jakob Mörck
Jakob Mörck (Mörk), född 1748, död 17 april 1787 i Stockholm, var en svensk dekorationsmålare och tecknare.
Han var från 1778 gift med Rebecca Carlberg och far till läkaren Carl Jakob Mörk. Efter utbildning för dekorationsmålaren Lars Bolander blev Mörk hovmålare hos änkedrottning Lovisa Ulrika 1775. Han anställdes 1776 som dekorationsmålare vid Kungliga teatern i Stockholm och antogs som mästare vid Stockholms målarämbete 1778. På kungligt uppdrag genomförde han 1780 en resa till Paris för att studera teaterkonst och dekorationsmåleri. Han var vid sidan av Lars Bolander och Lorens Sundström den främsta dekorationsmålaren vid Gustav III:s opera före Louis Jean Desprez. Mörck är representerad vid Scenkonstmuseet, med dekorationsskisser utförda i tuschlavyr vid Uppsala universitetsbibliotek och vid Nationalmuseum.